# 长柱猪毛菜
长柱猪毛菜（学名： Climacoptera sukaczevii Botsch.）为藜科猪毛菜属下的一个种。